# CSR (groupe)
Pour les articles homonymes, voir CSR.
 (juin 2024).
CSR (coréen: 첫사랑) est un girl group sud-coréen de K-pop formé par A2Z Entertainment. Le groupe est composé de sept membres: Geumhee, Sihyeon, Seoyeon, Yuna, Duna, Sua et Yeham. Le groupe au moment de ses débuts était entièrement composé de jeunes de 17 ans, une première dans l'industrie.

## Nom
CSR est une abréviation pour Cheotsarang (lit. Premier amour).

## Carrière

### 2022: Débuts avecSequence: 7272etSequence: 17&
Le 11 juillet 2022, A2Z Entertainment (anciennement Pop Music) a annoncé qu'ils feraient leurs débuts avec leur premier girl group. Les membres ont été révélés via des bandes-annonces les 11 et 12 juillet,. Le 12 juillet 2022, la société de gestion du groupe a annoncé que le groupe sortirait son premier EP (mini-album) Sequence: 7272 le 28 juillet. Le clip de leur premier single "Pop Pop!" est sorti un jour avant la sortie, et la conférence de presse a également eu lieu au Mastercard Hall à Yongsan-gu, Séoul dans l'après-midi du 27. L'album est officiellement sorti le 28 juillet. Le groupe a fait ses débuts à la télévision sur M Countdown de Mnet le 28 juillet pour interpréter "Pop? Pop!".
Le 17 novembre 2022, le groupe a sorti leur premier album single intitulé Sequence: 17&  avec en titre principal "♡Ticon" (prononcé "love-ticon"). Avec cette sortie, CSR a remporté sa première victoire dans une émission musicale sur Music Bank de KBS le 2 décembre 2022.

### 2023:Delight,changement de leader etHBD To You (Midnight Ver.)
CSR sorti leur deuxième EP intitulé Delight et le single "Shining Bright" le 29 mars 2023. Le 27 juillet, le leader de CSR a changé passant de Sua à Duna, car le groupe change de leader pour chaque anniversaire de groupe
Le 26 novembre 2023, le groupe a sorti un single spécial intitulé "HBD To You (Midnight Ver.)" pour commémorer le premier anniversaire de leur fandom, Maeum. Le 22 décembre, le groupe sera actif en trio (Sihyeon, Yuna et Sua) pour le moment, car les autres membres participent à des activités à l'étranger.

### 2024: Chuang Asia: Thailand,L'heure Bleue: Prologueet leur début au Japon
Le 15 janvier, il a été annoncé que Geumhee, Seoyeon, Duna et Yeham participeraient au survival show Produce Camp Asia: Thailand (ou Chuang Asia). Le 2 mars, Seoyeon, Yeham et Geumhee ont été éliminées au premier round dans l'épisode 5 finissant respectivement à la 53ème, 57ème et 59ème places. Le 6 avril, Duna a été éliminée lors du dernier épisode terminant à la 14ème place avec 25 093 428 points, ce qui l'empêche de débuter avec le groupe Gen1es.
Le 29 mai, il a été annoncé que le groupe sortirait leur second single album, L'heure Bleue: Prologue, le 11 juin, soit un an et trois mois après leur comeback précédent. De plus, le groupe sortira également leur premier mini album, L'heure Bleue, le 3 juillet et partira en tournée japonaise du 29 juin au 19 juillet 2024.

## Membres
| Nom de scène | Nom de scène | Nom de naissance | Nom de naissance | Date de naissance | Nationalité  | Position |
| Romanisé     | Coréen       | Romanisé         | Cor./Jap.        | Date de naissance | Nationalité  | Position |
| ------------ | ------------ | ---------------- | ---------------- | ----------------- | ------------ | -------- |
| Geumhee      | 금희         | Han Geumhee      | 한금희           | 4 mars 2005       | Sud-coréenne |          |
| Sihyeon      | 시현         | Hwang Sihyeon    | 황시현           | 12 mars 2005      | Sud-coréenne |          |
| Seoyeon      | 서연         | Ahn Seoyeon      | 안서연           | 26 mars 2005      | Sud-coréenne |          |
| Yuna         | 유나         | Limura Yuna      | 飯村柚那         | 23 avril 2005     | Japonaise    |          |
| Duna         | 두나         | Kang Duna        | 강두나           | 28 avril 2005     | Sud-coréenne | Leader   |
| Sua          | 수아         | Yoo Sua          | 유수아           | 23 juillet 2005   | Sud-coréenne | [ 20 ]   |
| Yeham        | 예함         | Goo Yeham        | 구예함           | 7 octobre 2005    | Sud-coréenne |          |

## Discographie

### Mini-albums (EP)
| Titre          | Détails                                              | Classement | Ventes                 |
| Titre          | Détails                                              | COR        | Ventes                 |
| -------------- | ---------------------------------------------------- | ---------- | ---------------------- |
| Sequence: 7272 | - Date de sortie : 28 juillet 2022 - Label : CSR E&M | 16         | - COR : plus de 17 000 |
| Delight        | - Date de sortie : 29 mars 2023 - Label : CSR E&M    | 15         | - COR : plus de 26 000 |

### Single albums
| Titre                   | Détails                                               | Classement | Ventes                 |
| Titre                   | Détails                                               | COR        | Ventes                 |
| ----------------------- | ----------------------------------------------------- | ---------- | ---------------------- |
| Sequence: 17&           | - Date de sortie : 17 novembre 2022 - Label : CSR E&M | 31         | - COR : plus de 13 000 |
| L'heure Bleue: Prologue | - Date de sortie : 11 juin 2024 - Label : CSR E&M     | 42         | - COR : plus de 6 800  |

### Singles
| Année                                                            | Titre          | Classement | Album                   |
| Année                                                            | Titre          | COR        | Album                   |
| ---------------------------------------------------------------- | -------------- | ---------- | ----------------------- |
| 2022                                                             | Pop? Pop!      | —          | Sequence: 7272          |
| 2022                                                             | ♡Ticon         | —          | Sequence: 17&           |
| 2023                                                             | Shining Bright | —          | Delight                 |
| 2024                                                             | Pretty Mob     | —          | L'heure Bleue: Prologue |
| "—" indique que le single ne s'est pas classé dans cette région. |                |            |                         |

### Traductions
- (en) Cet article est partiellement ou en totalité issu de l’article de Wikipédia en anglais intitulé « CSR (group) » (voir la liste des auteurs).

### Sources
1. ↑  (en) Jie Ye-eun, « Seven-member girl group CSR debuts with EP ‘Sequence: 7272’ », sur The Korea Herald, 27 juillet 2022 (consulté le 19 juin 2023)
2. ↑  (ko) 공미나 기자, « '윤상 소속사' 팝뮤직, 걸그룹 론칭..7인조 첫사랑(CSR) 27일 데뷔[공식] », sur entertain.naver.com (consulté le 19 juin 2023)
3. ↑  (ko) 이재훈 기자, « 걸그룹 첫사랑, 데뷔…17세 동갑내기 일곱 멤버로 구성 », sur entertain.naver.com (consulté le 19 juin 2023)
4. ↑  (en) https://koreajoongangdaily.joins.com, « Seven-member girl group CSR set to debut on July 27 », sur koreajoongangdaily.joins.com, 11 juillet 2022 (consulté le 19 juin 2023)
5. ↑  (ko) 지민경, « '17세 동갑내기 걸그룹' 첫사랑, 27일 정식 데뷔..스케줄러 공개 », sur entertain.naver.com (consulté le 19 juin 2023)
6. ↑  (ko) 박재만, « [포토] 첫사랑 '떨리는 데뷔 쇼케이스' », sur entertain.naver.com (consulté le 19 juin 2023)
7. ↑  (ko) 민경훈, « [사진]첫사랑(CSR),'열일곱 동갑내기 걸그룹, 데뷔' », sur entertain.naver.com (consulté le 19 juin 2023)
8. ↑  (ko) « 첫사랑(CSR), 기분 좋은 두근거림 안고 데뷔 (엠카) », sur entertain.naver.com (consulté le 19 juin 2023)
9. ↑  (en) https://koreajoongangdaily.joins.com, « CSR closes one chapter with new EP, but is ready to open another », sur koreajoongangdaily.joins.com, 17 novembre 2022 (consulté le 19 juin 2023)
10. ↑  (ko) 선미경, « '뮤뱅' 첫사랑, 첫 1위에 감격..카라⋅레드벨벳⋅ITZY '퀸'들의 컴백[종합] », sur entertain.naver.com (consulté le 19 juin 2023)
11. ↑  (ko) 장우영, « '낭랑 18세' 첫사랑, 오늘(29일) 신보 'DELIGHT' 발매…'빛의 여정' 첫선 », sur entertain.naver.com (consulté le 19 juin 2023)
12. ↑  « 첫사랑(CSR)의 2대 리더를 소개합니다! », sur youtube,‎ 27 juillet 2023
13. ↑  (kr) Hyun Jung-min, « 첫사랑(CSR), 26일 팬덤 마음 탄생 1주년…‘HBD To You’ 발매 », sur Osen,‎ 25 novembre 2023
14. ↑  (kr) « 첫사랑(CSR) 활동 관련 안내 », sur csr.bstage.in,‎ 22 décembre 2022
15. ↑  (kr) Ahn Ha-na, « 첫사랑 신곡 ‘HBD To You’, SNS서 인기 급상승...귀여움 효과 톡톡 », sur Maeil Broadcasting Network,‎ 16 janvier 2024
16. ↑  (th) J. Khanittha, « CHUANG ASIA ประกาศผลคัดออกรอบแรก "ไผ่หลิว" คว้าอันดับหนึ่ง TOP9 », sur sanook,‎ 2 mars 2024
17. ↑  (th) « CHUANG ASIA Grand Debut Night กำเนิดวง Gen1es ค่ำคืนเปลี่ยนชีวิต 9 เด็กฝึกเป็นไอดอล », sur Sanook.com,‎ 7 avril 2024
18. ↑  (kr) Kim Ji-won, « CSR(첫사랑), 1년 3개월 만에 완전체 컴백 », sur TenAsia,‎ 28 mai 2024
19. ↑  (kr) Yoon Sung-yeol, « '6월 컴백' 첫사랑, 새 앨범명 '뢰흐블루'..日 데뷔+투어 예정 », sur Star News,‎ 30 mai 2024
20. ↑  (ko) « 첫사랑 수아, 17세 리더의 깜찍함[포토엔HD] », sur entertain.naver.com (consulté le 19 juin 2023)
21. 1 2  Circle Album Chart :

  - (ko) « Sequence: 7272 (2022 Weeks 31 Chart) » (consulté le 19 juin 2023)
  - (ko) « Sequence: 17& (2022 Weeks 47 Chart) » (consulté le 19 juin 2023)
  - (ko) « Delight (2023 Weeks 13 Chart ) » (consulté le 19 juin 2023)
  - (ko) « L`heure Bleue : Prologue  (2024 Weeks 24 Chart ) » (consulté le 20 juin 2024)
22. ↑  « Circle Album Chart - August 2022 » (consulté le 19 juin 2023)
23. ↑  Cumul des ventes physiques de Delight : 
  - « Circle Album Chart - March 2023 » (consulté le 19 juin 2023)
  - « Circle Album Chart - Week 14, 2023 » (consulté le 19 juin 2023)
  - « Circle Album Chart - Week 16, 2023 » (consulté le 19 juin 2023)
  - « Circle Album Chart – Week 17, 2023 » (consulté le 19 juin 2023)
  - « Circle Album Chart – Week 18, 2023 » (consulté le 19 juin 2023)
  - « Circle Album Chart – Week 20, 2023 » (consulté le 19 juin 2023)
24. ↑  « Circle Album Chart 2022.12 Month » (consulté le 19 juin 2023)
25. ↑  Cumul des ventes physiques de L'heure Bleue: Prologue : 

  - (kr) « Circle Album Chart - Week 24, 2024 »
  - (kr) « Circle Album Chart - Week 25, 2024 »
  - (kr) « Circle Album Chart - Week 28, 2024 »
26. ↑  (ko) « Circle Digital Chart (hebdomadaire) », sur Circle Chart